# 刘当
刘当，五胡十六国時代前燕人物，河間郡人，前燕玄菟郡太守劉佩的儿子。
刘当在前燕担任蘭台治書侍御史。369年九月，东晋大司馬桓温攻打前燕，前燕車騎大将軍慕容垂指揮兵马对敌。劉当率騎兵五千屯守石門。
以後刘当的事績，史書没有記载。